# Neptosternus thiambooni
Neptosternus thiambooni är en skalbaggsart som beskrevs av Balke, Hendrich och C. M. Yang 1997. Neptosternus thiambooni ingår i släktet Neptosternus och familjen dykare. Inga underarter finns listade i Catalogue of Life.